# Secteur pavé de Mérignies à Avelin
Le secteur pavé de Mérignies à Avelin (ou Pavé de la Rosée) est un secteur pavé de la course cycliste Paris-Roubaix situé sur les communes de Mérignies et d'Avelin avec une difficulté actuellement classée deux étoiles.

## Caractéristiques
- Longueur : 700 mètres
- Difficulté : 2 étoiles
- Secteur n° 10 (avant l'arrivée)

## Galerie photos

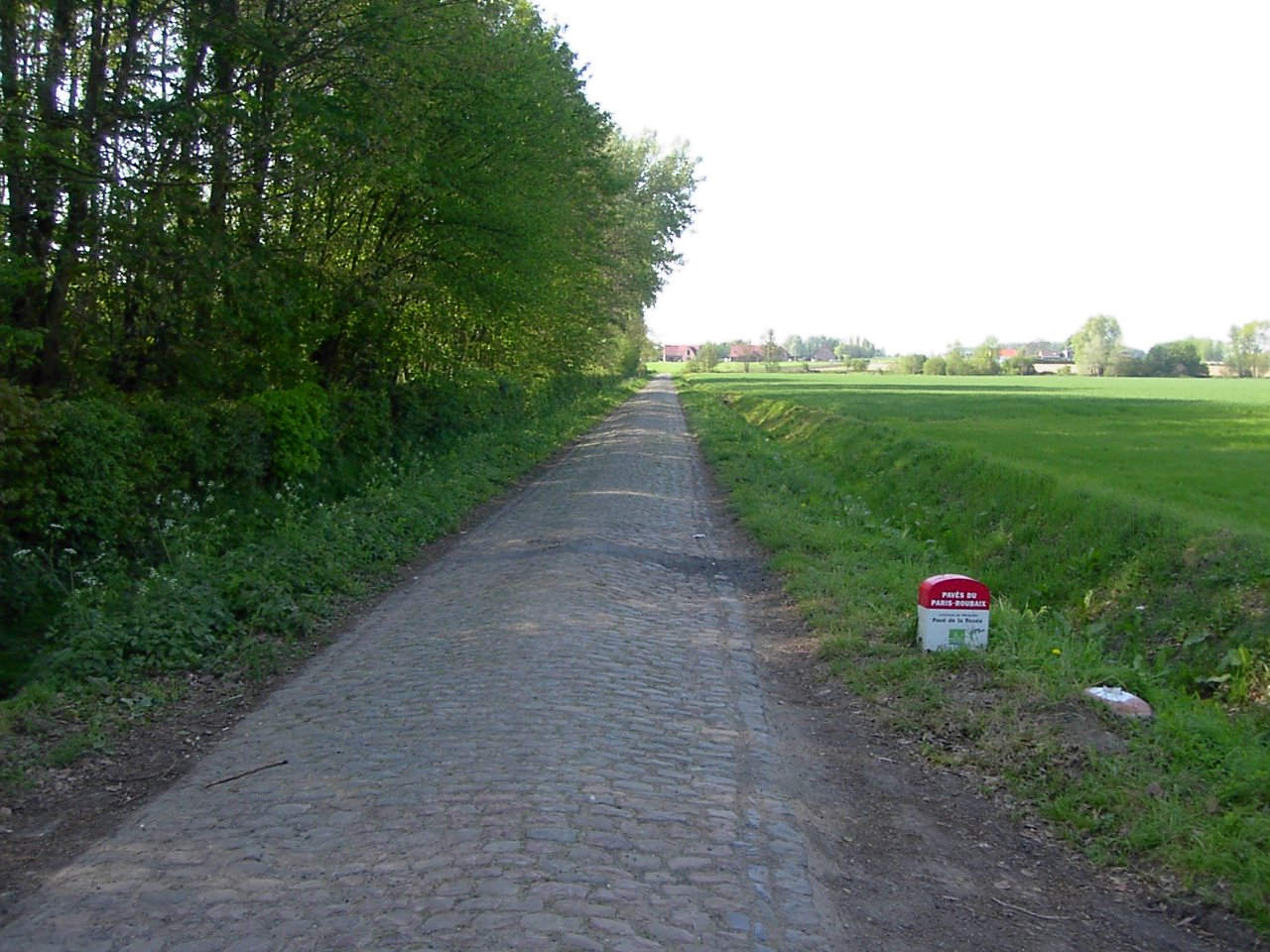
Entrée du secteur
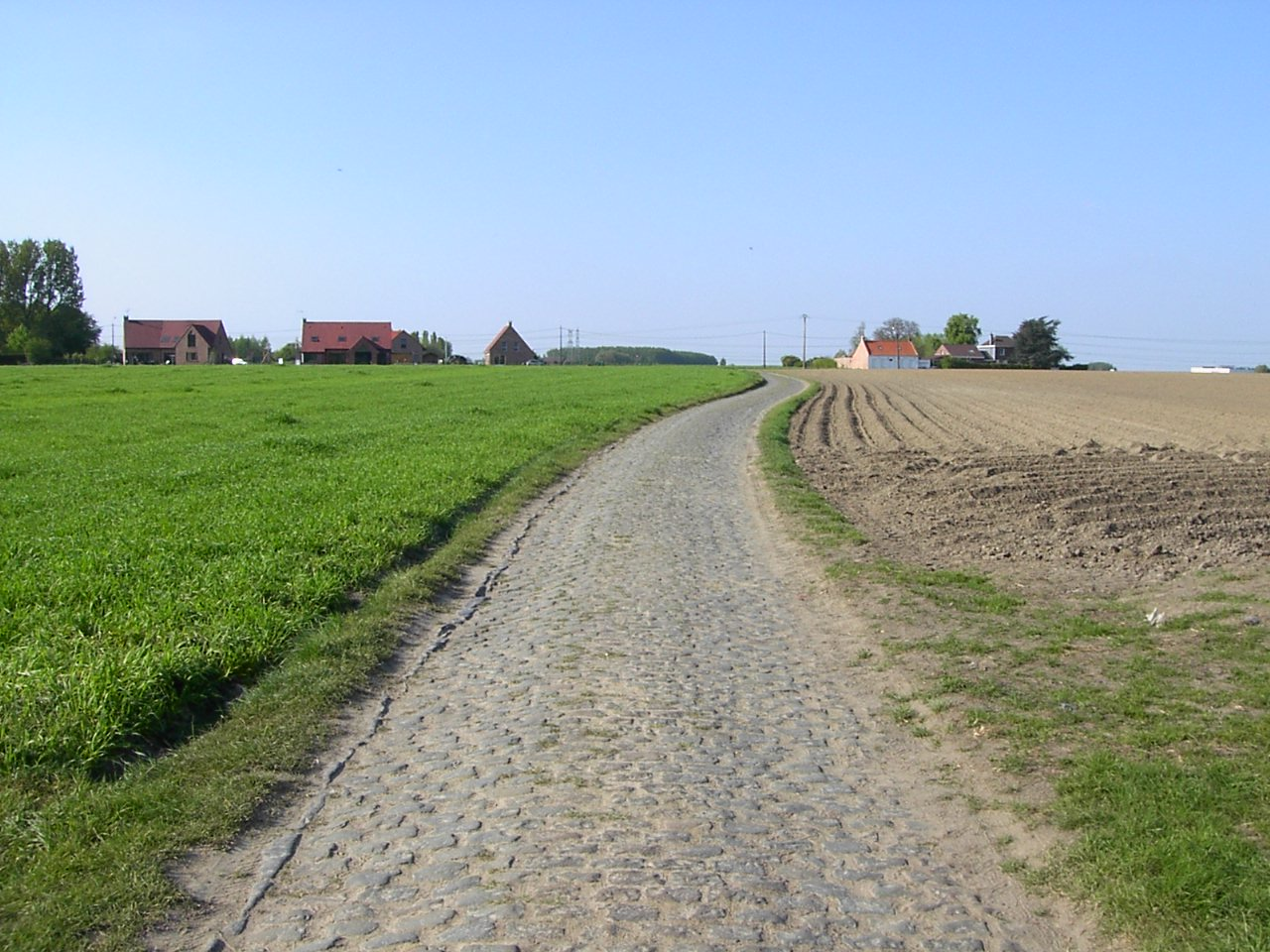
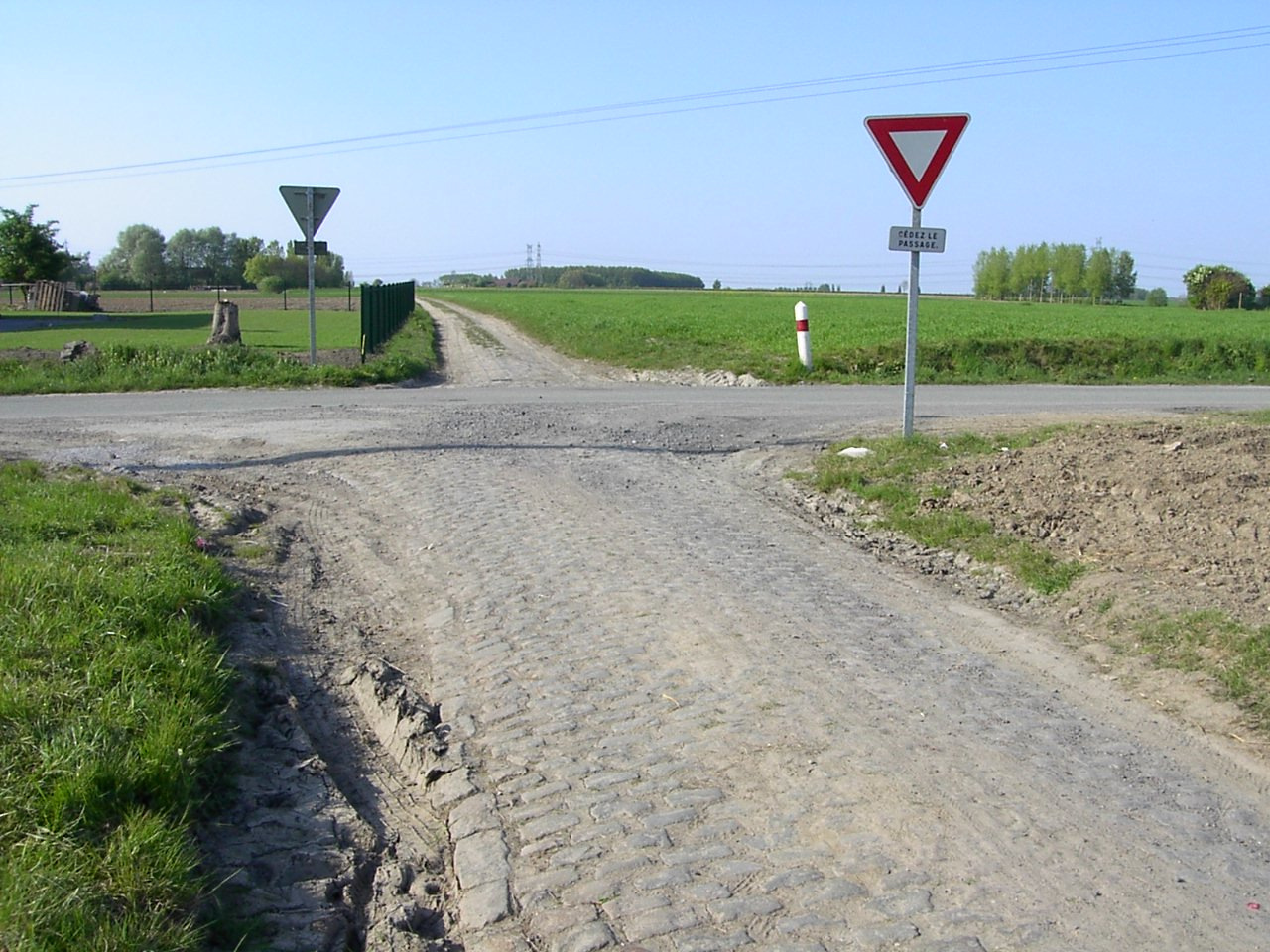
Fin du secteur